# McConnellsburg
McConnellsburg es un borough ubicado en el condado de Fulton en el estado estadounidense de Pensilvania. En el año 2000 tenía una población de 1,073 habitantes y una densidad poblacional de 1,158 personas por km².

## Geografía
McConnellsburg se encuentra ubicado en las coordenadas 39°55′58″N 77°59′46″O / 39.93278, -77.99611

## Demografía
Según la Oficina del Censo en 2000 los ingresos medios por hogar en la localidad eran de $25,987 y los ingresos medios por familia eran $33,125. Los hombres tenían unos ingresos medios de $28,478 frente a los $20,577 para las mujeres. La renta per cápita para la localidad era de $16,884. Alrededor del 17.3% de la población estaba por debajo del umbral de pobreza.